# Yelena Pitieva
Yelena Vladímirovna Pitieva (en ruso: Елена Владимировна Питьева), es una física teórica rusa en el Instituto de Astronomía Aplicada de la Academia Rusa de las Ciencias, San Petersburgo. Su nombre aparece en publicaciones como Elena Vladimirovna Pitjeva. Es reconocida por su trabajo en efemérides y está actualmente a la cabeza del Laboratorio de efemérides de astronomía del Instituto de Astronomía Aplicada. Pitieva es miembro de la Unión Astronómica Internacional Comisión 4: Efemérides.

## Educación
Pitieva se graduó en la Facultad de Matemáticas y Mecánica en Universidad de San Petersburgo en 1972 en la especialidad de astronomía. Obtuvo un máster en física teórica en 1994 y un doctorado en investigación en física teórica el año 2005. Fue una estudiante del profesor Georgij A. Krasinsky.

## Algunas publicaciones
- Pitjeva, E. V. (2005). «High-Precision Ephemerides of Planets—EPM and Determination of Some Astronomical Constants» (PDF). Solar System Research 39 (3): 176. doi:10.1007/s11208-005-0033-2. Archivado desde el original el 31 de octubre de 2008.
- Pitjeva, E. V. (2004). «Estimations of masses of the largest asteroids and the main asteroid belt from ranging to planets, Mars orbiters and landers». 35th COSPAR Scientific Assembly. Realizada  durante el 18 a 25 de julio de 2004, en París, Francia. p. 2014.
- Krasinsky, Georgij A.; Pitjeva, E. V.; Vasilyev, M. V.; Yagudina, E. I. (julio de 2002). «Hidden Mass in the Asteroid Belt». Icarus 158 (1): 98-105. doi:10.1006/icar.2002.6837.